# Глибокаје
Глибокаје или Глубокоје (блр. Глыбокае; рус. Глубокое) град је у северном делу Републике Белорусије. Административно припада Глибочком рејону у Витепској области, чији је уједно и административни центар.
Према процени из 2014. у граду је живело 18.700 становника.
На неких 1,5 км од града налази се велика ботаничка башта са преко 500 различитих биљних врста из свих делова света. Башта је саграђена 1967. године.

## Географија
Град Глибокаје се налази на око 162 км северно од главног града земље Минска, и на око 187 км западно од административног центра области Витепска. Кроз град прориче река Бјарозавка, десна притока Дисне. У самом граду се налази и пет мањих језера, а претпоставља се да је насеље добило име управо по једном од њих, Дубоком језеру (Озеро Глубокое) које је данас познато под именом Кагаљно језеро.

## Историја
Први писани помен насеља Глибокаје датира из 1414. године и у њему се ово место помиње као важно трговиште у Литванској Кнежевини.
Захваљујући свом погодном стратешком положају дуж старог смоленског пута између Виљњуса и Полацка, Глибокаје је од најранијих времена сматран важном споном између источне и западне Европе. Управо је граница између Полацког и Вилњуског војводства пролазила кроз овај град и делила га на два дела. Североисточни део града је првотно био под влашћу полацког књаза Јузефа Корсака, после чије смрти 1693. постаје поседом римокатоличког монашког реда Босоногих кармелићанки. Вилењски део града био је под управом књажева Зеновича.
Најважнија делатност у граду од најранијих дана је била трговина, а становници Глибокаја су одржавали чврсте и интензивне трговачке везе са Ригом, Кенингсбергом, Вилњусом и Варшавом.
Град постаје делом Руске Империје након друге поделе Пољске 1793. године, у чијим границама је остао све до 1920. када је враћен у састав Пољске. Делом Белорусије постаје 1939. године.
Административни статус града носи од 15. јануара 1940. од када је уједно и административни центар Глибочког рејона.

## Становништво
Према процени, у граду је 2014. живело 18.700 становника.
| 1979.  | 1989.  | 1999.  | 2009.  | 2014.  |
| ------ | ------ | ------ | ------ | ------ |
| 15.387 | 17.019 | 17.019 | 18.082 | 18.700 |

## Саобраћај
Глибокаје је важан саобраћајни центар и кроз њега пролазе магистрални друмски правци Р3 (Лагојск—Глибокаје—Браслав), Р45 (Полацк—граница Литваније), Р110 (Глибокаје—Пастави— Линтупи).

## Знаменити становници
- Павел Сухој — (рођен 10. јула 1895) конструктор авиона који је за преко четири деценије конструисао више од 30 типова авиона. Посебно познат по серији млазних ловачких и јуришних авиона пројектованих за потребе совјетског ратног ваздухопловства. Пројектант је првог совјетског млазног авиона и првог суперсоничног авиона. Био је успешан пројектант авиона, у светским размерама